# Bulbophyllum mindanaense
Bulbophyllum mindanaense är en orkidéart som beskrevs av Oakes Ames. Bulbophyllum mindanaense ingår i släktet Bulbophyllum och familjen orkidéer.
Artens utbredningsområde är Filippinerna. Inga underarter finns listade i Catalogue of Life.